# Perlas de vidrio Kiffa

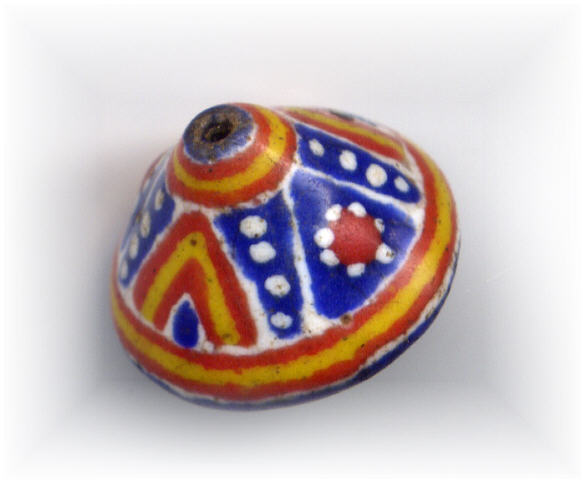
Perla Kiffa, cónica

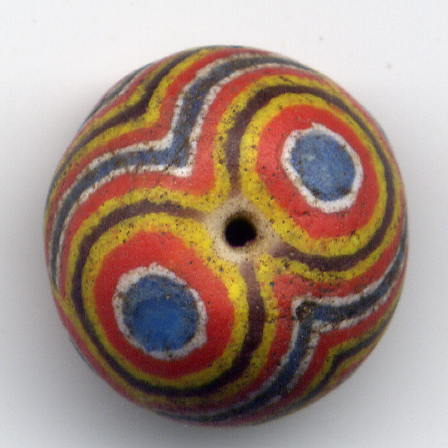
Perla Kiffa, esférica.

Las perlas de vidrio de Kiffa son perlas de vidrio en polvo raras. Su nombre se debe a la ciudad mauritana de Kiffa, donde el etnólogo francés R. Mauny las documentó por primera vez en 1949.
Las cuentas de Kiffa representan uno de los niveles más altos de habilidad artística e ingenio en la fabricación de cuentas o perlas, siendo fabricadas con los materiales y herramientas más simples disponibles: cuentas de vidrio europeas pulverizadas o fragmentos de ellas, vidrio de botellas, fragmentos de cerámica, latas de hojalata, ramitas, agujas de acero, algo de goma arábiga y fogatas abiertas. El término perla de Kiffa, que toma su nombre de uno de los antiguos centros de fabricación de perlas de Kiffa en Mauritania, fue acuñado por coleccionistas de Estados Unidos durante la década de 1980.
Según Peter Francis, Jr. la fabricación de perlas de vidrio en polvo en África Occidental puede datar de hace unos pocos cientos de años, y posiblemente del 1200 en Mauritania. Se cree que estas perlas de vidrio de polvo  copian cuentas islámicas antiguas, del tipo hechas en Fustat y en otros lugares. Aunque la fabricación de perlas de vidrio en polvo de Mauritania parece ser una tradición antigua, hasta la fecha no se han encontrado pruebas arqueológicas que demuestren su antigüedad.

## Producción

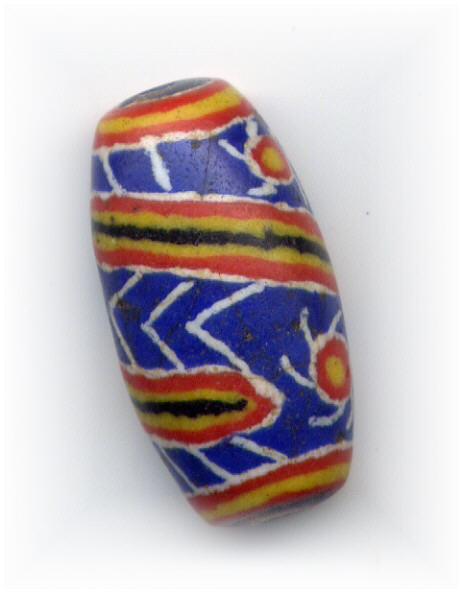
Perla Kiffa, cilíndrica.

El vidrio finamente triturado en polvo se mezcla con un aglutinante como la saliva o la goma arábiga diluida en agua. Las decoraciones se realizan a partir de la pasta de vidrio, es decir, vidrio triturado mezclado con un aglutinante y aplicado con una herramienta puntiaguda, generalmente una aguja de acero. Las perlas se colocan en pequeños contenedores, a menudo latas de sardinas y se calientan para fundir el vidrio en fuegos abiertos sin moldes.

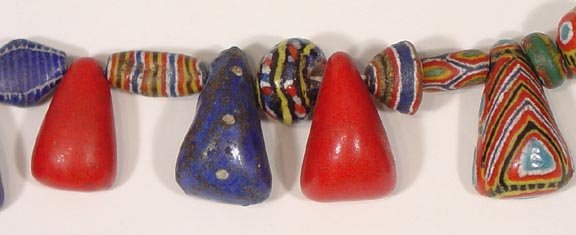
Cadena de cuentas Kiffa.

Las perlas de Kiffa se hacían en varias formas: triángulos azules, rojos y policromáticos con decoraciones tipo chevron amarillas, negras, blancas, rojas y azules que se asemejan a los ojos; cuentas azules, rojas y policromáticas en forma de diamante; cuentas en forma de cigarro y cuentas cónicas, así como una variedad de pequeñas cuentas esféricas y oblatas. Las secuencias de colores observadas en las cuentas tradicionales con decoraciones policromáticas son siempre las mismas, es decir, rojo-amarillo-negro (marrón oscuro)-amarillo-rojo-blanco-azul-blanco-blanco. A menudo el anverso también está decorado, y se cree que las diferentes familias que hacían cuentas tenían sus propios estilos. Para sus usuarios, todas estas cuentas tenían propiedades como amuletos. Los colores, las formas y los numerosos e intrincados motivos decorativos tienen significados específicos, la mayoría de ellos olvidados hoy en día.

## Utilización

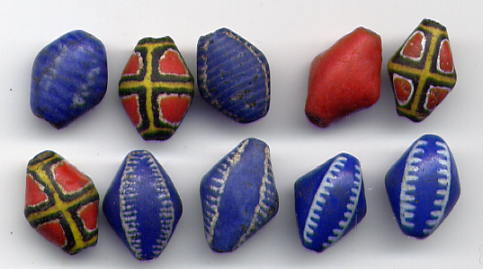
Cuentas Kiffa en forma de diamante.

Las cuentas Kiffa en forma de diamante se usaban tradicionalmente en pulseras, se cosían en tiras de cuero y se arreglaban en conjuntos tradicionales compuestos de una proporción específica de especímenes azules a rojos a policromáticos.
Se cree que sus modelos protegen y aumentan la fertilidad de sus portadores y se ha propuesto que algunos podrían imitar la concha de cowries. Se usaban cuentas triangulares y esféricas como adornos para el cabello y los ensamblajes tradicionales podían estar compuestos por dos conjuntos complementarios de tres triángulos, uno azul, otro rojo y otro policromático, que se llevaban a la altura de las sienes. Muchas de las pequeñas cuentas esféricas u oblatas eran adornos para el cabello o se llevaban en collares en varias combinaciones con otras cuentas de vidrio y piedra y se hacían decorando un «núcleo» de cuentas de vidrio preformadas rojas, azules o blancas. 
Las decoraciones de lechada de vidrio se aplicaban a las cuentas moldeadas del siglo XIX, posiblemente de origen checo. Cuentas más pequeñas, en forma de cigarro o cilíndricas, a menudo también se encuentran construidas a partir de dos o incluso tres de las cuentas moldeadas. Estas son frágiles y tienden a romperse fácilmente.

## Perlas modernas

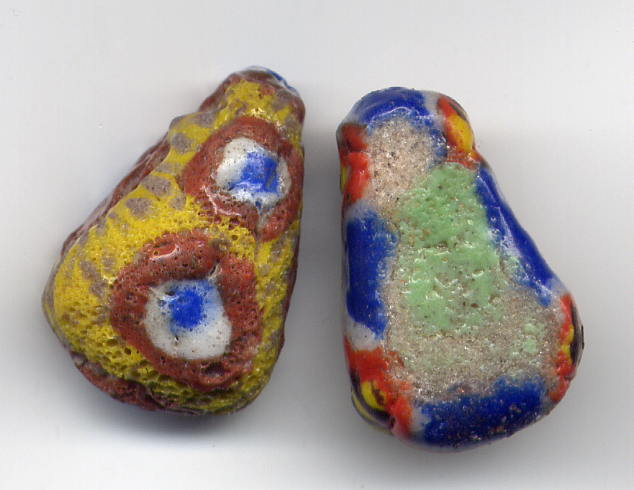
Perlas Kiffa, del segle XXI.

Con el paso del último de los fabricantes de abalorios tradicionales que quedaban en la década de 1970, la fabricación de perlas Kiffa se extinguió. Desde principios de la década de 1990, grupos organizados de mujeres fabricantes de abalorios vuelven a fabricar las perlas Kiffa, utilizando básicamente los mismos métodos tradicionales. La artesanía de las cuentas nuevas, sin embargo, nunca ha alcanzado los altos estándares y la calidad que se puede observar en las cuentas viejas. Los artistas occidentales han hecho sus propias versiones en arcilla polimérica o vidrio trabajado a mano, pero ninguna de las creaciones modernas se acerca a la belleza de los especímenes tradicionales. Lo mismo se aplica a las imitaciones modernas hechas en otros lugares, por ejemplo en Indonesia.